# تورکوه
تورکوه (به مجاری:  Túrkeve) یک شهرک و شهرستان در مجارستان است که در یاس-نادی‌کون-سولنوک واقع شده‌است.

## خصوصیات
تورکوه ۲۳۶٫۵۲ کیلومترمربع مساحت و ۹٬۰۰۸ نفر جمعیت دارد.

## خواهرخوانده
شهرهای سلونته و Mezőhegyes خواهرخوانده‌های تورکوه هستند.